# Angmar
Angmar byla země a říše ve fiktivním světě Středozemi J. R. R. Tolkiena. Jméno Angmar je sindarské a znamená Železný domov. Angmar založili v Prvním věku Východňané, kteří cestovali do Beleriandu na svazích pohoří Angmar ve věčně zamrzlém kraji Forodwaith na severu Středozemě, ve Třetím věku v roce 1300 se ale této země zmocnil Černokněžný král a přetvořil ji na svoji černokněžnou říši. Hlavním městem byla pevnost Carn Dûm.

## Historie

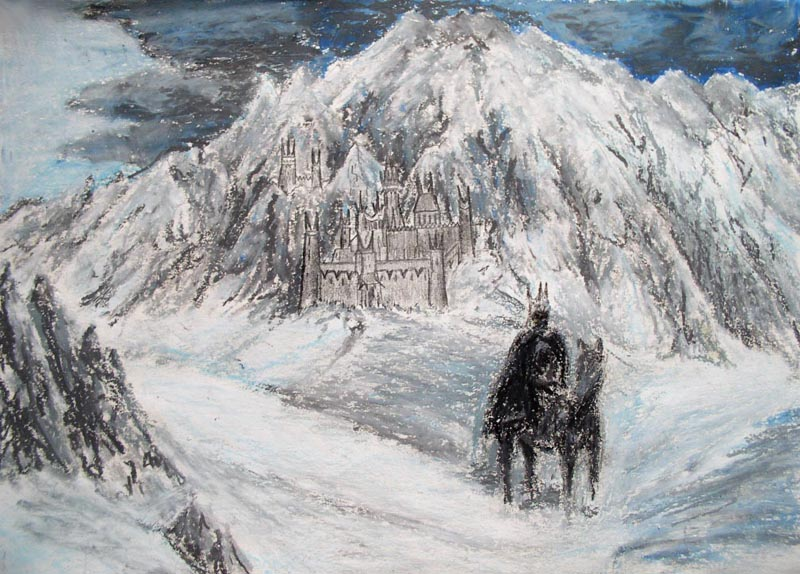
Carn Dûm a Černokněžný král Angmaru dle Matěje Čadila

### První věk
Historie Angmaru v Prvním věku je neznámá. Ví se jedině, že území Angmaru bylo osídleno potomky Východňanů, kteří přišli do Beleriandu během Prvního věku.

### Druhý věk
Roku 100 D.v. už existovala země Angmar, která existovala v míru mezi ostatními národy Eriadoru a nezasahovala do žádných válek Druhého věku, a také byla ušetřena hrůz Války elfů se Sauronem a Války Posledního spojenectví, které zdecimovaly Eriador během Druhého věku. V Angmaru také pravděpodobně vznikla kolonie Númenoru, protože v regionu se před pádem Númenoru usídlilo mnoho Dúnadanů a Númenorské lodě proplouvali také podél pobřeží Forodwaithu během Númenorských expedicí na východ.

### Třetí věk
Roku 1300 T.v. se Pán nazgûlů vydal na sever a prohlásil se králem Angmaru, které přetvořil na svou černokněžnou říši. Rekrutoval Angmarany do svých vojsk a zval také Temné Dúnadany a Černé Númenorejce pro své velkolepé plány. Také hojně využíval temnou magii k vytváření zbraní a tvorů kteří by bojovali po jeho boku, a tak získal přezdívku „Černokněžný král“. Lidé si uvědomili rostoucí zlo v horách, ale Angmar stále budoval svou moc. Žádné útoky na Arnor nepřišly, dokud na Arthedainský trůn nenastoupil Argeleb I., syn Malvegila.
V roce 1356 byl Angmarský vazal Rhudaur nucen napadnout Arthedain. mnoho Arthedainských Dúnadanů bylo zabito, včetně krále Argeleba I. Nicméně s pomocí Cardolanu si Arthedain udržel silnou obrannou linii na úpatí Větrova. Během této doby se síly Angmaru pustily do druhého obléhání Roklinky.

Pak v roce 1409 Angmar anektoval Rhudaur a zotročil přeživší populaci divokých lidí Rhudauru. Následně Angmar obešel obranné linie Arnoru skrze Eregion a zaútočil na Cardolan, čímž těžce oslabil království Cardolan. Amon Sûl byl srovnán se zemí a Dúnadani byli nuceni uprchnout na západ. Pomoc přišla od Elfů z Lindonu, Roklinky a Lothlorienu. Angmarské armády byly odraženy od Fornostu a musely se stáhnout zpět do Angmaru. Stín severu byl na nějakou dobu potlačen, ale Arthedain byl nyní jediným zbývajícím severním královstvím, uzavřeným v dlouhém boji s Angmarem, který trval přes pět set let. Během této doby se Angmar pokusil posílit svůj vliv v Šedých horách a zmocnil se severních údolí Anduiny.
Po morové epidemii, která vpadla z východu v roce 1636, byly Mohylové kopce a střední Cardolan vylidněny, což umožnilo Černokněžnému králi poslat přízraky z Angmaru do Mohylových kopců.
Během 19. století Třetího věku Angmar prohrál válku s králem Aravalem z Arthedainu, který ho na chvíli zadržel. Nicméně Angmarské útoky na Severní království pokračovaly během války Vozatajů a v roce 1974 Angmar shromáždil své síly a zahájil konečný útok na Arthedain. Následně dobyli jeho hlavní město Fornost, čímž ukončili poslední severní království Dúnadanů.
O něco později princ Eärnur - dědic gondorského trůnu - dorazil na pomoc Arthedainu, ale zjistil, že je příliš pozdě. Jeho armáda porazila síly Angmaru v bitvě u Fornostu a Černokněžný král uprchl do Mordoru a nechal Černokněžnou říši Angmaru padnout v roce 1975. Po těchto válkách zanikla černokněžná říše, Temní Dúnadani a Černí Númenorejci opustili Angmar, a Angmarané se stáhli z Arnoru, Šedých hor a severní Anduiny zpět do Angmaru, hlavní město Carn Dûm bylo opuštěno a zamě Angmaru se uzavřela do sebe. Po zbytek Třetího věku Angmar neudržoval žádný kontakt se světem a postupně se vzpamatovával z nekonečných válek. Sauron se několikrát pokoušel obnovit černokněžnou říši, avšak bez úspěchu.

### Čtvrtý věk
Ve Čtvrtém věku zbývající korupce Saurona opustila a Angmar a země Angmaru obnovila svoji populaci. Je pravděpodobné, že se lidé Angmaru podrobili Obnovenému království a že uznali vládu krále Elessara.